# Gelachernes novaguineensis
Espèce
Gelachernes novaguineensis est une espèce de pseudoscorpions de la famille des Chernetidae.

## Distribution
Cette espèce est endémique de Nouvelle-Guinée orientale en Papouasie-Nouvelle-Guinée. Elle se rencontre vers Bunu.

## Étymologie
Son nom d'espèce, composé de novaguine[a] et du suffixe latin -ensis, « qui vit dans, qui habite », lui a été donné en référence au lieu de sa découverte, la Nouvelle-Guinée.

## Publication originale
- Beier, 1971 : Pseudoskorpione unter Araucarien-Rinde in Neu-Guinea. Annalen des Naturhistorischen Museums in Wien, vol. 75, p. 367-373.